# Hard Bounty
Pour plus de détails, voir Fiche technique et Distribution.
Hard Bounty est un western érotique américain sorti en 1995, réalisé par Jim Wynorski.

## Synopsis
Martin Kanning abandonne son activité de chasseur de primes quand il tue à la fois le gars qu'il cherchait et la fille qui l'accompagnait. Il décide d'acheter le saloon où travaille Donnie, la prostituée à laquelle il est attaché. Carver, l'homme de main de Bartell, propriétaire d'une ville entière en pays minier, arrive dans la ville du saloon. Kanning et lui ont été ensemble rangers, mais les méthodes de Carver ont révolté Kanning. Depuis, leurs chemins se sont séparés. Carver, pour provoquer Kanning, tue l'une des prostituées qui travaillent pour ce dernier. Devant le peu de réactions du shérif et de Kanning lui-même, Donnie organise une expédition punitive avec ses compagnes. Le chemin de l'apprentissage des armes va s'avérer difficile. Mais Kanning veille au grain.

## Fiche technique
- Titre anglais : Hard Bounty
- Genre : western, érotique
- Réalisation : Jim Wynorski
- Scénario : Karen Kelly
- Musique : Larry Juris (sous le pseudo d'Enzo Milano)
- Production : Tripp Reed, Jim Wynorski pour Sunset Films International, Workin' Man Films
- Photographie : Zoran Hochstätter
- Montage : Mark Speer
- Décors : David Blass
- Costumes : Annette Dunford-Lewis
- Maquillage : Vince Capps, Shauna Giesbrecht
- Pays de production :  États-Unis
- Durée : 88 min
- Année de sortie : 1995
- Langue originale : anglais

## Distribution
- Matt McCoy (en) : Kanning
- Kelly LeBrock : Donnie
- John Terlesky : Carver
- Kimberly Kelley : Glory
- Rochelle Swanson : Jess
- Felicity Waterman (en) : Rachel
- Jay Richardson : Bartell
- Ross Hagen : shérif
- George 'Buck' Flower : Harper
- Jason Emard : Mawbry
- Bill Alderson : Binner
- Phillip Connery : Long John
- Richard Gabai : Bradly Hope
- Jonathan Bierner : Benjamin
- Antonia Dorian : Junie Ray
- Fred Olen Ray : Ringo
- Steve Barkett : Paco
- Sam Dolan
- Billy Lang : Willie